# Zodarion nesiotoides
Zodarion nesiotoides är en spindelart som beskrevs av Jörg Wunderlich 1992. Zodarion nesiotoides ingår i släktet Zodarion och familjen Zodariidae.
Artens utbredningsområde är Kanarieöarna. Inga underarter finns listade i Catalogue of Life.